# Subligny (Manica)
Subligny è un comune francese di 344 abitanti situato nel dipartimento della Manica nella regione della Normandia.

## Società

### Evoluzione demografica
Abitanti censiti